# Martiel

Martiel este o comună în departamentul Aveyron din sudul Franței. În 1 ianuarie 2022 avea o populație de 989 de locuitori.